# Stacey Waaka

a Compétitions nationales et continentales officielles uniquement.

b Matchs officiels uniquement.
Dernière mise à jour le 1 août 2024.
Stacey Waaka, née le 3 novembre 1995 à Papakura (Nouvelle-Zélande), est une joueuse internationale néo-zélandaise de rugby à sept et internationale de rugby à XV.
Avec l'équipe de Nouvelle-Zélande à sept, elle remporte la médaille d'or aux Jeux olympiques de 2020 et 2024.

## Biographie
En septembre 2022, elle est sélectionnée pour disputer la Coupe du monde de rugby à XV en Nouvelle-Zélande.

## Palmarès

### Rugby à XV
- Vainqueur de la Coupe du monde en 2017.
- Vainqueur de la Pacific Four Series en 2025.

### Rugby à sept
- Vainqueur des Jeux du Commonwealth de 2018.
- Vainqueur de la Coupe du monde en 2018.
- Médaille d'or aux Jeux olympiques de 2020 et 2024.